# Tommy Sjödin
Tommy Sjödin (né le 13 août 1965 à Timrå) est un joueur professionnel suédois de hockey sur glace. Il est devenu ensuite entraîneur.

## Carrière en club
Formé au Timrå IK, il débute en Division 1 en 1983. Il est choisi en 12e ronde en 237e position par les North Stars du Minnesota lors du repêchage d'entrée 1985 dans la Ligue nationale de hockey. Il découvre l'Elitserien avec le Brynäs IF un an plus tard. En 1992, il part en Amérique du Nord et débute dans la LNH avec les North Stars qui ont ensuite déménagé pour devenir les Stars de Dallas. Le 13 février 1994, il est échangé avec un choix de troisième ronde au repêchage d'entrée 1994 (Chris Drury) aux Nordiques de Québec en retour des droits de Manny Fernandez. Il joue 22 matchs avec les Nordiques avant de revenir en Europe au HC Lugano. Il a remporté la Serie A 1997 avec le HC Bolzano. Il met un terme à sa carrière en 2008.

## Carrière internationale
Il a représenté la Suède. Il a participé aux Jeux olympiques de 1992. Il est médaillé d'or, d'argent et de bronze au championnat du monde.

## Trophées et honneurs personnels
Suède
- 1992 : nommé joueur de l'année.
- 1992 : nommé dans l'équipe d'étoiles.
- 1995 : nommé dans l'équipe d'étoiles.

Elitserien
- 2000 : participe au Match des étoiles.
- 2001 : participe au Match des étoiles.
- 2002 : participe au Match des étoiles.

Championnat du monde
- 1995 : nommé dans l'équipe d'étoiles.

## Statistiques
| Saison     | Équipe                   | Ligue      |     | Saison régulière | Saison régulière | Saison régulière | Saison régulière | Saison régulière |    | Séries éliminatoires | Séries éliminatoires | Séries éliminatoires | Séries éliminatoires | Séries éliminatoires |
| Saison     | Équipe                   | Ligue      | PJ  | B                | A                | Pts              | Pun              | PJ               | B  | A                    | Pts                  | Pun                  |                      |                      |
| 1982-1983  | Timrå IK                 | Division 1 |     |                  |                  |                  |                  | 2                | 0  | 0                    | 0                    | 4                    |                      |                      |
| 1983-1984  | Timrå IK                 | Division 1 | 22  | 4                | 4                | 8                | 12               |                  |    |                      |                      |                      |                      |                      |
| 1984-1985  | Timrå IK                 | Division 1 | 23  | 8                | 11               | 19               | 14               |                  |    |                      |                      |                      |                      |                      |
| 1985-1986  | Timrå IK                 | Division 1 | 32  | 13               | 12               | 25               | 40               |                  |    |                      |                      |                      |                      |                      |
| 1986-1987  | Brynäs IF                | Elitserien | 29  | 0                | 4                | 4                | 24               |                  |    |                      |                      |                      |                      |                      |
| 1987-1988  | Brynäs IF                | Elitserien | 40  | 6                | 9                | 15               | 28               |                  |    |                      |                      |                      |                      |                      |
| 1988-1989  | Brynäs IF                | Elitserien | 40  | 8                | 11               | 19               | 52               |                  |    |                      |                      |                      |                      |                      |
| 1989-1990  | Brynäs IF                | Elitserien | 40  | 14               | 14               | 28               | 46               | 2                | 0  | 0                    | 0                    | 0                    |                      |                      |
| 1990-1991  | Brynäs IF                | Elitserien | 38  | 12               | 17               | 29               | 79               |                  |    |                      |                      |                      |                      |                      |
| 1991-1992  | Brynäs IF                | Elitserien | 40  | 6                | 16               | 22               | 46               |                  |    |                      |                      |                      |                      |                      |
| 1992-1993  | North Stars du Minnesota | LNH        | 77  | 7                | 29               | 36               | 30               | --               | -- | --                   | --                   | --                   |                      |                      |
| 1993-1994  | Nordiques de Québec      | LNH        | 22  | 1                | 9                | 10               | 18               | --               | -- | --                   | --                   | --                   |                      |                      |
| 1993-1994  | Wings de Kalamazoo       | LIH        | 38  | 12               | 32               | 44               | 22               | --               | -- | --                   | --                   | --                   |                      |                      |
| 1993-1994  | Stars de Dallas          | LNH        | 7   | 0                | 2                | 2                | 4                | --               | -- | --                   | --                   | --                   |                      |                      |
| 1994-1995  | HC Lugano                | LNA        | 36  | 17               | 27               | 44               | 36               | 5                | 3  | 2                    | 5                    | 2                    |                      |                      |
| 1995-1996  | HC Lugano                | LNA        | 30  | 3                | 21               | 24               | 26               |                  |    |                      |                      |                      |                      |                      |
| 1996-1997  | HC Lugano                | LNA        | 45  | 23               | 28               | 51               | 55               |                  |    |                      |                      |                      |                      |                      |
| 1996-1997  | HC Bolzano               | Serie A    | 6   | 2                | 2                | 4                | 0                |                  |    |                      |                      |                      |                      |                      |
| 1997-1998  | HC Lugano                | LNA        | 29  | 12               | 19               | 31               | 36               |                  |    |                      |                      |                      |                      |                      |
| 1998-1999  | Kloten Flyers            | LNA        | 33  | 6                | 19               | 25               | 22               |                  |    |                      |                      |                      |                      |                      |
| 1999-2000  | Brynäs IF                | Elitserien | 50  | 8                | 14               | 22               | 44               |                  |    |                      |                      |                      |                      |                      |
| 2000-2001  | Brynäs IF                | Elitserien | 50  | 9                | 11               | 20               | 69               | 4                | 0  | 2                    | 2                    | 2                    |                      |                      |
| 2001-2002  | Brynäs IF                | Elitserien | 49  | 11               | 21               | 32               | 38               | 4                | 1  | 0                    | 1                    | 33                   |                      |                      |
| 2002-2003  | Brynäs IF                | Elitserien | 50  | 9                | 13               | 22               | 30               | --               | -- | --                   | --                   | --                   |                      |                      |
| 2003-2004  | Brynäs IF                | Elitserien | 49  | 9                | 15               | 24               | 50               | --               | -- | --                   | --                   | --                   |                      |                      |
| 2004-2005  | Brynäs IF                | Elitserien | 50  | 7                | 15               | 22               | 52               | --               | -- | --                   | --                   | --                   |                      |                      |
| 2005-2006  | Brynäs IF                | Elitserien | 48  | 9                | 10               | 19               | 60               | 1                | 0  | 0                    | 0                    | 2                    |                      |                      |
| 2006-2007  | Brynäs IF                | Elitserien | 50  | 6                | 20               | 26               | 66               |                  |    |                      |                      |                      |                      |                      |
| 2007-2008  | Brynäs IF                | Elitserien | 52  | 2                | 9                | 11               | 92               | --               | -- | --                   | --                   | --                   |                      |                      |
| Totaux LNH | Totaux LNH               | Totaux LNH | 106 | 8                | 40               | 48               | 52               |                  |    |                      |                      |                      |                      |                      |